# Borčany
Borčany este o comună slovacă, aflată în districtul Bánovce nad Bebravou din regiunea Trenčín. Localitatea se află la altitudinea de 197 m deasupra n.m., se întinde pe o suprafață de 3,11 km2 și în 2017 număra 257 de locuitori.

## Istoric
Localitatea Borčany este atestată documentar din 1113.

## Demografie
| An:                | 1994 | 2004   | 2014   | 2024   |
| ------------------ | ---- | ------ | ------ | ------ |
| Număr de persoane: | 259  | 258    | 251    | 265    |
| Diferență:         |      | −0,38% | −2,71% | +5,57% |

| An:                | 2023 | 2024   |
| ------------------ | ---- | ------ |
| Număr de persoane: | 270  | 265    |
| Diferență:         |      | −1,85% |